# Chrysocale uniformis
Chrysocale uniformis är en fjärilsart som beskrevs av Max Wilhelm Karl Draudt 1917. Chrysocale uniformis ingår i släktet Chrysocale och familjen björnspinnare. Inga underarter finns listade i Catalogue of Life.